# 6-я лыжная бригада Карельского фронта
Не следует путать с 6-й лыжной бригадой Воронежского фронта
6-я лыжная бригада — воинское соединение СССР в Великой Отечественной войне.

## История
Бригада была сформирована в составе Карельского фронта в феврале 1942 года как 2-я оленье-лыжная бригада, 30.03.1942 переименована в 6-ю оленье-лыжную бригаду, 07.04.1942 переименована в 6-ю лыжную бригаду.
В составе действующей армии с 05.03.1942 по 30.03.1942 как 2-я оленье-лыжная бригада, с 30.03.1942 по 07.04.1942 как 6-я оленье-лыжная бригада и с 07.04.1942 по 25.09.1942 как 6-я лыжная бригада.
Держала оборону на кандалакшском направлении.
С 12 апреля по май 1942 г. в течение месяца проводила десантную операцию в тылу врага на левом берегу р. Западной Лицы у высот вокруг озёр Рогиярви и Кильгись.
В конце апреля 1942 г. бригада (численностью 2580 бойцов) под командованием майора Можайко прикрывала левый фланг 10-й гвардейской стрелковой дивизии. Ей пришлось вести тяжелые бои за высоту 341,1 северо-западнее озера Чапр. В районе озера Кильгис два её батальона (1200 человек) попали в окружение. Управление бригадой было утрачено, и свою задачу она не выполнила. На помощь окруженным была направлена 5-я лыжную бригаду (3174 человека). Однако в 5-й лыжной бригаде не было продовольствия и мин к минометам, а патронов было всего по десятку на бойца. В пути 5-я бригада заблудилась, и когда вышла в заданный район, пробиться к окруженным не смогла. Через несколько дней боев из окружения вырвалось около ста бойцов 6-й бригады, судьба остальных осталась неизвестной. Общие потери обеих бригад составили 2047 человек.
С 1.05 по 10.05.1942 вела бои в районе высоты 334,2 «Пик» (севернее высоты 253,7), где, находясь в полуокружении, отбивала атаки превосходящих сил противника, который атаковал в стык с 5-й отдельной лыжной бригадой, вызвав беспорядочный отход 4-го батальона, спровоцировавший отход 1-го и 3-го батальонов. Старший лейтенант Дрознин (стал впоследствии начальником штаба 31-й отдельной лыжной бригады) и уполномоченный особого отдела Ширяев остановили бегущих и привели подразделения в порядок.
25.09.1942 года бригада была обращена на формирование 31-й олене-лыжной бригады.

Нарьян-Мар. Памятник подвигу участников оленно-транспортных батальонов в годы Великой Отечественной войны.

## Состав
- Оленье-лыжный батальон № 6.
- Оленье-лыжный батальон № 7.
- Оленье-лыжный батальон № 8.
- Оленье-лыжный батальон № 10.

## Подчинение
| Дата            | Фронт (округ)    | Армия      | Корпус | Примечания |
| --------------- | ---------------- | ---------- | ------ | ---------- |
| 01.04.1942 года | Карельский фронт | 14-я армия | -      | -          |
| 01.05.1942 года | Карельский фронт | 14-я армия | -      | -          |
| 01.06.1942 года | Карельский фронт | 14-я армия | -      | -          |
| 01.07.1942 года | Карельский фронт | 14-я армия | -      | -          |
| 01.08.1942 года | Карельский фронт | 14-я армия | -      | -          |
| 01.09.1942 года | Карельский фронт | 14-я армия | -      | -          |

## Командиры
- полковник Александров, Сергей Николаевич